# Theodor Lipps

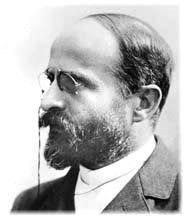
Theodor Lipps

Theodor Lipps, född 28 juli 1851, död 17 oktober 1914, var en tysk filosof och psykolog.
Lipps var professor i München och utgick i sin filosofi ursprungligen från Johann Friedrich Herbart, vars inflytande ännu syns i Grundtatsachen des Seelenlebens (1883) och med vilken han fasthöll antagandet att ett omedvetet psyke som säte för de egentliga psykologiska fenomenen, men försökte sedan lösslita psykologin, som för honom blev den filosofiska grundvetenskapen, från metafysiska föreställningar och grunda den helt på empirisk själviakttagelse. Han rönte därvid inflytande från de brittiska filosoferna som David Hume men gick särskilt i sin analys av känsloliviet långt utöver deras förenklade mekaniska uppfattning av själslivet och utvecklade slutligen även mycket av Edmund Husserls fenomenologi, bland annat i Leitfaden der Psychologie (1903, 2:a upplagan 1906) och Psychologische Untersuchungen (2 band 1907-12). Hans etik, som han utvecklade i Die ethischen Grundfragen (1899), står Kant nära. Särskilt betydande blev hans estetiska undersökningar, som  Raumästhetik (1897), Komik und Humor (1898) samt Ästhetik (2 band, 1903-06), i vilkas medelpunkt står "inkännandets" faktum och begrepp.